# Конвергенція (політологія)
Конвергенція — процес зближення, збільшення подібності різних суспільств, які знаходяться на одній стадії історичного розвитку, але мають різні зовнішньоекономічні показники, логіка згладжування соціальних конфліктів, ліберально-демократичних перетворень.

## Теорія конвергенції
Конвергенції теорія (від лат. convergo – зближуватися, сходжуватися) – одна з поширених у 1960-х рр. оптимістичних концепцій конструктивного розвитку людства після його поділу на капіталістичну та соціалістичну системи (див. Капіталізм, Соціалізм). Згідно з нею, за умов поступу науково-технічної революції неминучим є стирання економічних, соціальних, політичних та ідеологічних розбіжностей між цими системами і творення в майбутньому "змішаного суспільства", в якому будуть синтезовані всі кращі якості цих двох систем. Висунута Питиримом Сорокіним, Джоном Кеннетом Гелбрейтом, Волтом Вітменом Ростоу (США), Хельмутом Шельським та О. Флейтхеймом (ФРН), Яном Тінбергеном (Нідерланди).

В СРСР у 1960–1970-х рр. унаслідок послаблення радянського тоталітаризму, після хрущовської «відлиги», була популярною в дисидентських ліберально-демократичних колах, зокрема, її пропагував у своїх публіцистичних роботах академік Андрій Сахаров. Однією з причин появи цієї концепції стала яскраво виражена в 3-й чверті XX ст. в провідних країнах Заходу тенденція до усуспільнення виробництва, введення елементів планування в економічне життя, розвитку соціальних програм, зростання питомої ваги державного сектора в економіці, акціонування капіталу. Відігравало роль і те, що вже в соціалістичних країнах Центральної та Південної Європи (Югославія, Угорщина, Польща, Чехословаччина до 1968) не без успіху велися пошуки поєднання планового господарства з елементами ринкових відносин за наявності дрібної приватної власності. Нарешті, неабияке значення мало прагнення гуманістично орієнтованих інтелектуалів сприяти подоланню небезпечної для миру в усьому світі конфронтації між соціальними системами й відповідними блоками країн. Теоретичним підґрунтям цієї концепції була, насамперед, праця Волта Вітмена Ростоу про стадії економічного зростання суспільства. Згідно з нею, у розвинутому індустріальному суспільстві соціально-економічна структура менш залежна від форм власності, ніж це було раніше, а це означає, що визначальним фактором структури такого суспільства стає саме рівень індустріалізації країни і, отже, капіталізм і соціалізм на певному етапі їх зрілості повинні стати різними варіантами "єдиного індустріального суспільства".

Криза теорії конвергенції намітилася в 1970-х рр., коли Збігнєв Бжезинський та Семюел Хантінгтон виступили з її критикою і поставили під сумнів можливість "кінцевого злиття" двох антагоністичних систем. Тоді ж певного поширення набула ідея т. зв. негативної конвергенції (Герберт Маркузе, Юрген Хабермас, Роберт Хелбронер) – переймання кожною з протилежних конкуруючих систем одна від одної не стільки позитивних, скільки негативних якостей, що неминуче веде до "кризи сучасної індустріальної цивілізації" в цілому. У 1980-ті рр. критика концепції конвергенції посилилась, що було зумовлено черговим посиленням напруженості між Заходом і СРСР, новим витком гонки озброєнь (т. зв. програма зоряних війн Рональда Рейгана), очевидною системною кризою в СРСР та стрімким ривком Заходу завдяки використанню найновітніших електронно-інформаційних технологій до нового, постіндустріального суспільства, яке невдовзі отримало назву інформаційного суспільства. Ставало дедалі зрозумілішим, що Захід і найрозвинутіші країни Далекого Сходу, адаптувавши до своєї суспільно-економічні системи деякі модифіковані елементи соціалізму (планування, державні соціальні програми тощо), вийшли на принципово нову, порівняно з індустріальним суспільством (на рівні якого залишився СРСР), стадію розвитку. За таких умов ідея конвергенції втратила свій сенс. Крах СРСР та подальша деградація більшості пострадянських країн упродовж 1990-х рр. виразно це підтвердили. Разом із тим досвід постіндустріальних країн Заходу і Далекого Сходу, а також стрімкий розвиток Китаю упродовж двох останніх десятиліть доводять продуктивність синтезу планових і ринкових регуляторів економіки, що долає обмеженості й вади кожного з них.

## Практична конвергенція у XXI ст.
На думку заступника міністра оборони США з політичних питань доктора політології Коліна Каля, внаслідок політики Путіна та програшу Росії у війні з Україною Росія перебуває в процесі конвергенції з Північною Кореєю.

## Виноски
1. ↑  Комітет Палати представників США зі збройних сил: Слухання з питання воєнної допомоги США Україні від 28.02.2023(англ.) (повний відеозвіт)